# Cris Tales
Cris Tales (estilizado como CrisTales), es un videojuego de rol desarrollado por Dreams Uncorporated y SYCK, y publicado por Modus Games, el 20 de julio de 2021.

## Jugabilidad
El juego consiste en un RPG por turnos, junto con la habilidad de saltar en el tiempo tanto en el mapa como en batalla, afectando a la jugabilidad. Cada personaje jugable presenta sus propios ataques y habilidades.
La mecánica más atractiva del título consiste en la manipulación del tiempo por parte de Crisbell, con la ayuda del cristal del tiempo. La pantalla está dividida en tres secciones, mostrando el presente en el centro, el pasado a la izquierda y el futuro a la derecha. Durante la historia, Crisbell debe completar una serie de misiones con la ayuda de Matias, donde la mecánica de saltos en el tiempo es primordial, ya que debe interactuar con objetos y personajes en el pasado y el futuro.
En batalla, Crisbell puede invocar el cristal para enviar a los enemigos al pasado o al futuro, alterando sus características en favor del jugador. Las batallas se llevan a cabo mediante comandos de selección de ataques, habilidades, o ítemes, además de hacer que la pulsación precisa de botones durante los ataques, permita hacer más daño a los enemigos o recibir menos daño.
Además de los ataques normales, los personajes pueden usar habilidades, las cuales consumen "maná".

## Coliseo
El Coliseo es un modo de resistencia en el que enfrenta al equipo de Crisbell en 30 rondas seguidas. En la demo está disponible desde el menú principal, mientras que en la versión completa está disponible cerca del final del juego, a través del mercader. El premio por completarlo es la espada definitiva.

## Trama

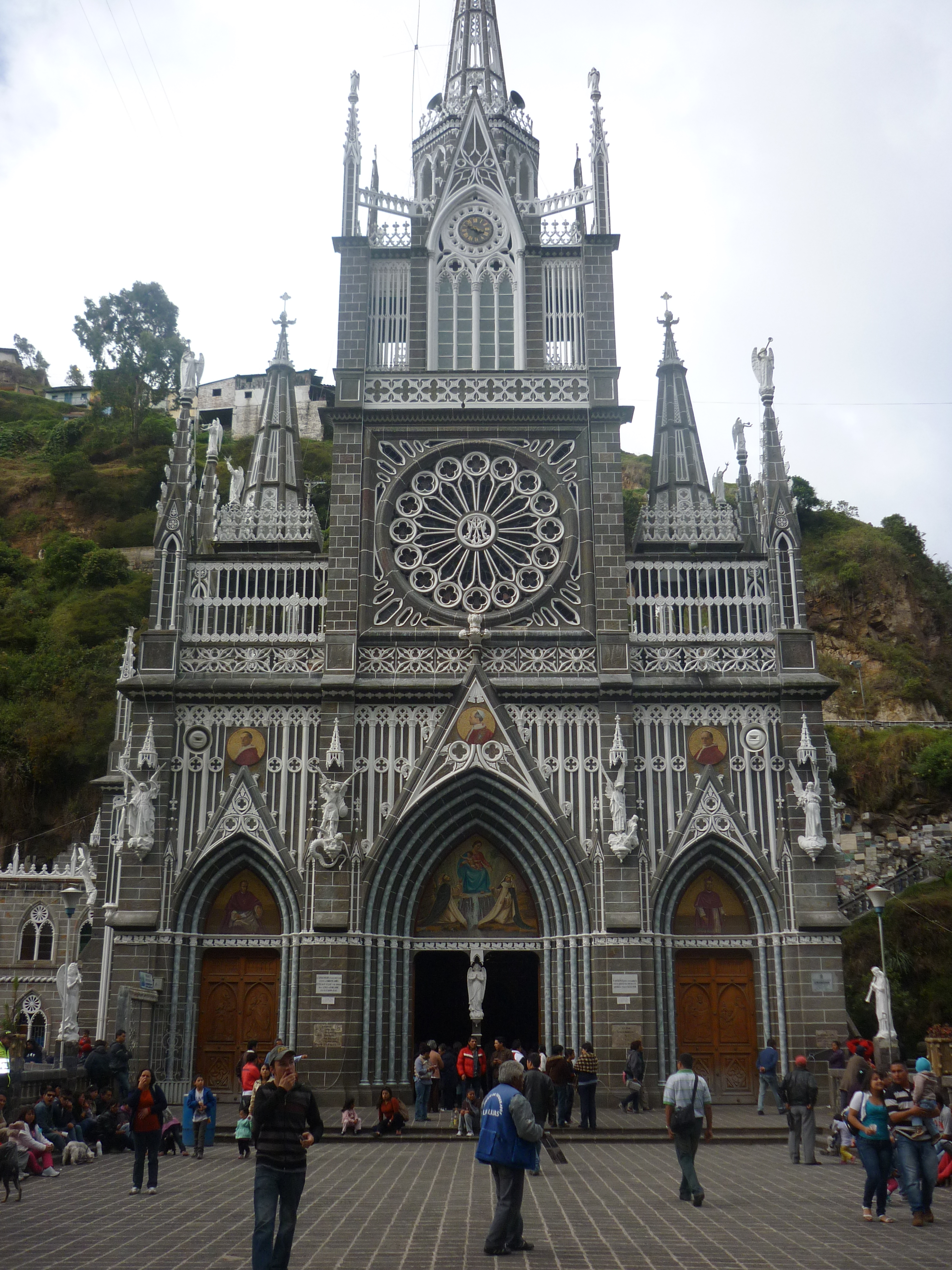
Santuario de Las Lajas, edificación en la que se inspira la catedral de Narim

Crisbell es una chica huérfana que vive en el orfanato de Narim. Mientras recogía una rosa para la madre superiora, Matias, una rana parlante, se la arrebata. Matias dirige a Crisbell a la catedral de Narim, con tal de desatar sus poderes. Tras los hechos, Matias le pide a Crisbell que lo acompañe donde su amigo Willhelm, un mago del tiempo, quien le explica más sobre sus poderes.
Posteriormente, Crisbell es encomendada en una serie de misiones ayudando a sus vecinos, hasta que se encuentra con la granja del pueblo en llamas e invadida por los duendes de la Emperatriz de las Eras, cuyo objetivo es destruir el reino de Crystallis. Para evitar un futuro desastroso, Crisbell regresa donde Willhelm a pedir ayuda, y este le habla sobre la "Espada". Matias se rehúsa por miedo a que los poderes de la espada sean demasiados para Crisbell; esta sin embargo, está determinada a coger la espada, pasando a ser una guerrera y la nueva maga del tiempo.
Con la espada en mano, Crisbell regresa a la granja a batallar contra los duendes. Durante la batalla, se le une Cristopher, un guerrero que estuvo luchando contra los duendes. Tras un par de batallas, se les enfrentan las hermanas Volcano, esbirras de la Emperatriz de las Eras, en el que Crisbell debe usar los poderes del cristal para debilitar su escudo en el futuro. Después de algunos turnos, las hermanas se retiran.
Crisbell es entonces acusada de provocar los ataques y debe exiliarse con tal de entrenar y luchar contra los verdaderos enemigos.

## Personajes

### Jugables
- Crisbell, una chica huérfana quien se convierte en la nueva maga del tiempo. Su arma principal es "La Espada", una espada sagrada con forma de diamante en el centro.
- Matias, una rana parlante anaranjada con un sombrero, quien acompaña a Crisbell en sus misiones y ayuda en los saltos en el tiempo. Su cuerpo cambia según en qué momento del tiempo esté.
- Cristopher, un joven guerrero cuya arma es un escudo que puede separarse en dos para ser usado como arma cuerpo a cuerpo.
- Willhelm, un mago del tiempo atrapado en el cuerpo de un chico. Su arma es una guadaña.
- Zas, una chica con un bolso mágico, del cual saca armas y otros artilugios.
- JKR-721 o K, un androide cuya arma son sus puños y carece de maná
- Kari Hudo, la hermana mayor de Zas. Fue reclutada por la Emperatriz, actuando como enemiga, pero tras acontencimentos, Crisbell la regresa a su forma infante, uniéndose al equipo.
- Adri, una mecánica e inventora, cuyas armas son sus herramientas. Carece de maná, y sus ataques especiales son alimentados por una "batería" recargable.

### No jugables
- Madre superiora, nombre otorgado a las distintas guardianas de las catedrales en los distintos reinos.
- Paulina, una estatua y testigo de Santa Clarita.
- Nasar, una androide y testigo de Cinder.
- Buki, una androide y testigo de Tulira.
- Hermanas Volcano y Galley, esbirras de la Emperatriz en un principio, pero tras varias batallas contra Crisbell y conocer las intenciones de la Emperatriz, se vuelven aliadas de Crisbell.
- Secretaria Lana, o Lava, la hermana perdida de Volcano y Galley.
- Emperatriz del Tiempo, una de las magas del tiempo, y una de las villanas principales.

Alerta SPOILER:
- Ardo, la verdadera forma de Matias y el jefe final.

## Desarrollo
El juego fue desarrollado por el estudio independiente colombiano Dreams Uncorporated. Fue anunciado oficialmente en el E3 de 2019, dónde se lo mostró como un «tributo a los JRPG clásicos como Final Fantasy, Chrono Trigger, Persona, entre otras franquicias». Los desarrolladores han optado por realizar el apartado artístico completamente a mano, con tal de seguir el estilo de los videojuegos RPG de los 90 (los personajes son sprites bidimensionales, mientras que el entorno está representado con gráficos tridimensionales). Además de las influencias de los JRPG, Cris Tales muestra influencias de la cultura y arquitectura colombiana.
Su lanzamiento estaba programado para noviembre de 2020, pero se postpuso para inicios de 2021, con tal de lanzar un producto más pulido, siendo lanzado finalmente el 20 de julio de 2021, en conmemoración del día de la independencia de Colombia.

## Recepción
Durante su etapa de desarrollo, junto con los gameplay de versiones tempranas exhibidos, Cris Tales fue aclamado por medios especializados. HobbyConsolas describe su apartado artístico como «un precioso estilo 2D dibujado a mano que le confiere una enorme personalidad». Meristation elogia tanto sus inspiraciones de los JRPG como la cultura colombiana. Vida Extra lo cita como «un prometedor JRPG en espíritu, forma e intenciones», además de citar influencias de franquicias como Final Fantasy y Paper Mario.
El juego también ha recibido diversos reconocimientos en el E3 de 2019. Hardcore Gamer lo cita como «Una manipulación del tiempo imperdible y magnífica», nominándolo «Game of Show» y «Mejor juego de rol»; DualShockers lo cita como «una carta de amor a los JRPG, pero también a la cultura e historia colombiana, incluyendo a Cárdenas», galardonándolo como el «Mejor juego de PC» en dicho evento.
Tras el lanzamiento oficial, Cris Tales recibió críticas «mayormente favorables» en Metacritic, con una puntuación agregada de 75/100 en su versión para la PC, basado en 13 reseñas. Nintendo Life alaba la premisa de tomar los JRPG clásicos en ideas juego y arte, pero a su vez critica algunos aspectos del combate, calificándolo de «frustrante», dando una puntuación 8/10 para la versión de Nintendo Switch. IGN elogia el elenco y el arte, pero critica la jugabilidad y lo cita como «Un JRPG de viajes en el tiempo inteligente que se ve frenado por un combate monótono», lo que le otorga una calificación de 7/10 «Bueno» para todas las plataformas.
HobbyConsolas alaba el arte, la premisa de los viajes en el tiempo y los combates, pero critica las misiones secundarias repetitivas, calificándolas como «repetitivas», otorgando una puntuación de 78/100 para todas las plataformas.3DJuegos lo cita como «Un RPG mejorable», alabando la idea general pero criticando el desarrollo de la trama.
Algunas críticas menos favorables provienen de PC Gamer, que lo cita como «Un juego de rol sorprendente que no cumple con su premisa temporal», otorgándole un 57/100 en su versión para PC.